# مانوئلا گرتکوفسکا
مانوئلا گرتکوفسکا (لهستانی: Manuela Gretkowska؛ زادهٔ ۶ اکتبر ۱۹۶۴) فیلم‌نامه‌نویس، نویسنده، روزنامه‌نگار و سیاستمدار اهل لهستان است. وی دانش‌آموختهٔ رشتهٔ فلسفه در دانشگاه یاگیلونیا در کراکوف و همچنین رشتهٔ انسان‌شناسی در مدرسه عالی مطالعات علوم اجتماعی پاریس است.
از فیلم‌هایی که وی در آن نقش داشته‌است، می‌توان به شامانکا اشاره کرد.